# Buriasco
Buriasco (piemonti nyelven Buriasch) egy olasz község (comune) a Piemont régióban.

## Testvérvárosok
- María Juana, Argentína